# داستان گلن میلر
داستان گلن میلر (انگلیسی: The Glenn Miller Story) فیلمی در ژانر زندگینامه‌ای و موزیکال به کارگردانی آنتونی مان است که در سال ۱۹۵۴ منتشر شد.

## بازیگران
- جیمز استوارت
- جون الیسون
- هری مورگان
- بارتون مک‌لین
- لویی آرمسترانگ
- جین کروپا
- جورج توبیاس
- زیگ رومان
- چارلز دریک
- اروینگ بیکن
- جیمز بل
- کاتلین لاکهارت
- ماریون روس
- هال کی. داسون